# Bataille de Delft (1573)
Guerre de Quatre-Vingts Ans
Batailles
Bataille de Delft (1573)
La bataille de Delft ou défense de Delft oppose en octobre 1573, au cours de la guerre de Quatre-Vingts Ans (1568-1648), les insurgés néerlandais dirigés par Guillaume d'Orange, assistés par des troupes anglaises, à l'armée espagnole du duc d'Albe, gouverneur général des Pays-Bas au nom de Philippe II. 
L'armée anglo-néerlandaise commandée par Thomas Morgan (en) réussit à repousser les troupes espagnoles de Francisco de Valdez.

## Contexte
Après un intermède de quatre ans, les insurgés néerlandais, notamment les Gueux de mer, reprennent l'offensive en 1572 et prennent le contrôle de plusieurs villes de Hollande et Zélande.
En réaction, Ferdinand Alvare de Tolède, duc d'Albe, gouverneur général depuis 1567, déclenche le siège d'Alkmaar en août 1573, mais doit se retirer. Le siège de Leyde commence peu après, mais la ville résiste. Albe envoie alors un de ses officiers, Francisco de Valdez avec des soldats des tercios et douze régiments wallons sous le commandement de Julián Romero, environ 4 000 hommes au total, dans le but de pénétrer profondément en Hollande. Il s'agit de bloquer la région située entre Leyde, Delft et le littoral jusqu'à la Meuse, afin qu'aucune aide extérieure ne puisse venir soutenir la ville assiégée. Valdez prend La Haye sans aucune résistance et y établit son campement.
Entre-temps, un régiment anglais sous les ordres de Thomas Morgan, incluant des Écossais et des huguenots français, ainsi que des troupes de Guillaume d'Orange, sont établis dans plusieurs villages situés entre Delft et Rotterdam, à une distance sûre des Espagnols. Ils sont positionnés devant de hautes digues des deux côtés de la route. Cette position donne au prince d'Orange le contrôle des deux rives de l'IJssel et de la Meuse. Une compagnie d'Anglais commandée par Roger Williams occupe cette position dans la zone des rivières (dans ses rangs, se trouve un soldat qui, plus tard sera le poète George Gascoigne). Ces hommes regroupent le reliquat de la dernière ligne de défense lorsque Delft, Rotterdam et Delfshaven avaient été attaquées par les Espagnols.

## La bataille
Un groupe de combat hollandais fut prévenu par un service de renseignement de l'approche de l'ennemi sur Delft. Romero et ses guerriers espagnols s'étaient retranchés sur un pont de pierre entre la route qui menait de La Haye à Delft, coupant ainsi la voie entre les places verrouillées et la ville de Leyde. Les Hollandais ont alors incendié toutes les maisons au-delà de ce pont bloqué afin que les Espagnols ne puissent pas y trouver refuge. Le prince d'Orange avait un total de 6 000 soldats à sa disposition entre Rotterdam et Delft, mais ceux-ci n'étaient pas assez expérimentés pour submerger les soldats espagnols d'un tercio en terrain découvert et les battre. De son côté, Valdez fit tout ce qui était en son pouvoir pour ouvrir les portes de la ville de Leyden et de Delft de l'intérieur, y compris par la fraude, la corruption ou même l'embauche d'assassins.
Valdez a eu l'idée de faire construire des navires à tourbe, puis a sélectionné environ 1 000 soldats volontaires avec l'intention d'approcher la ville la nuit de différentes directions. Quelques bateaux ont réussi à franchir les portes de Delft avec l'aide d'un espion français, mais la garnison de la ville était suffisamment en alerte pour éliminer ou capturer tous les attaquants espagnols. Pendant ce temps, au bastion "Polderwaert" à l'extérieur de Delft, le capitaine Chester et ses 200 soldats anglais ont mené une défense acharnée contre les assauts d'autres soldats espagnols. Les Anglais se distinguent farouchement dans ces combats mais déplorent de lourdes pertes.
Face à cet échec, Valdez a cherché un moyen d'attaquer la ville de front. À peu près au même moment, la garnison s'est occupée à déterminer qui étaient les traîtres qui ont laissé entrer les Espagnols, en interrogeant ceux qui étaient emprisonnés. Elle a aussi été renforcée le lendemain avec des gens des villages alentour pour devenir une force de défense de 1 000 hommes dès la nuit suivante. Ensuite, tous les canons utilisables ont été chargés de tout ce qui pouvait être trouvé, comme des clous, des pointes, des morceaux de fer et des balles de mousquet. Cependant, l'attaque attendue n'est pas venue : Valdez avait découvert que la défense de la ville était bien trop importante et que ses troupes ne pouvaient pas effectuer cette attaque décisive.

## Conséquences
L'attaque contre la ville a été repoussée et les Espagnols ont perdu environ 700 hommes, principalement en terrain découvert et autour de la ville. Delft et d'autres villages alentour étaient sauvés, ce qui signifiait que Leyde pouvait espérer une armée de renfort hollandaise.
Après cette défaite espagnole, Valdez en informe le duc d'Albe et tente de le convaincre que sans troupes plus nombreuses ni artillerie, la situation reste difficile. Il demande au duc plus d'hommes et d'armes, sinon, de le laisser quitter la région avec ses propres hommes. Entre-temps, Romero a réussi à conquérir Maassluis, mais une tentative de prendre Delftshaven a échoué. Le reste de l'année, aucune tentative n'est faite par les Espagnols pour conquérir le reste de la région de Rijnmond. En raison de son comportement héroïque face aux Espagnols, le capitaine Chester a été promu "lieutenant-colonel" par Guillaume d'Orange.